# Cyrille Merville
Pour les articles homonymes, voir Merville.
Cyrille Merville, né le 14 avril 1982 à Amiens, est un footballeur français qui évolue au poste de gardien de but.

## Biographie

### Enfance
Cyrille Merville naît le 14 avril 1982 à Amiens en Picardie,.

### Carrière de footballeur
Ce joueur reste longtemps fidèle au club de sa ville natale, Amiens. Il joue d'ailleurs plus de 150 matchs en Ligue 2 avec le club picard. Son contrat avec Amiens prend fin en mai 2007, mais les dirigeants de l'Amiens SC ne le reconduisent pas, malgré une très bonne saison réalisée avec le club picard qui rate de peu la montée en Ligue 1.
Pour la saison 2007-2008, Cyrille Merville s'engage alors avec l'ES Troyes AC, tout juste relégué en Ligue 2. Avec Troyes, Merville dispute un total de 75 matchs.
Après la relégation surprise du club champenois en National, il s'engage fin juillet 2009 en faveur de l'AC Arles-Avignon pour deux ans. Après deux saisons à Avignon, son contrat n'est pas reconduit, il s'engage alors avec le club voisin du Nîmes Olympique. Il arrête un penalty décisif lors de la 36e journée de Ligue 2 contre le leader monégasque.

#### US Créteil-Lusitanos (2014-2016)
Le 20 juin 2014, Cyrille Merville s'engage pour deux ans en faveur de l'US Créteil-Lusitanos en même temps que l'attaquant Ben Sangaré, ancien joueur d'AC Arles-Avignon qui, lui, s'est engagé pour trois ans.
Il joue son premier match, sous le maillot cristolien, le 1er août 2014, contre le Tours Football Club, qui se termine par une défaite 4-2.

#### Fin de carrière au VAFC
Après avoir perdu son statut de titulaire à Créteil, son contrat n'est pas renouvelé en banlieue parisienne et il se retrouve libre de tout engagement. Finalement, le 8 août 2016, il s'engage avec le Valenciennes FC pour deux ans. Le 13 août 2016, contre Reims, il fait ses débuts au stade du Hainaut en remplaçant Damien Perquis blessé.

## Statistiques
| Saison                | Club                  | Championnat           | Championnat | Championnat | Coupe nationale | Coupe nationale | Coupe de la Ligue | Coupe de la Ligue | Total | Total |
| Saison                | Club                  | Division              | M.          | B.          | M.              | B.              | M.                | B.                | M.    | B.    |
| 1999-2000             | Amiens SC             | Division 2            | -           | -           | 1               | 0               | -                 | -                 | 1     | 0     |
| 2000-2001             | Amiens SC             | National              | -           | -           | -               | -               | -                 | -                 | 0     | 0     |
| 2001-2002             | Amiens SC             | Division 2            | 1           | 0           | -               | -               | -                 | -                 | 1     | 0     |
| 2002-2003             | Amiens SC             | Ligue 2               | 10          | 0           | 2               | 0               | 1                 | 0                 | 13    | 0     |
| 2003-2004             | Amiens SC             | Ligue 2               | 38          | 0           | 5               | 0               | 1                 | 0                 | 44    | 0     |
| 2004-2005             | Amiens SC             | Ligue 2               | 37          | 0           | -               | -               | 1                 | 0                 | 38    | 0     |
| 2005-2006             | Amiens SC             | Ligue 2               | 31          | 0           | -               | -               | -                 | -                 | 31    | 0     |
| 2006-2007             | Amiens SC             | Ligue 2               | 38          | 0           | 3               | 0               | -                 | -                 | 41    | 0     |
| Sous-total            | Sous-total            | Sous-total            | 155         | 0           | 11              | 0               | 3                 | 0                 | 169   | 0     |
| 2007-2008             | ES Troyes AC          | Ligue 2               | 37          | 0           | 1               | 0               | -                 | -                 | 38    | 0     |
| 2008-2009             | ES Troyes AC          | Ligue 2               | 36          | 0           | -               | -               | -                 | -                 | 36    | 0     |
| Sous-total            | Sous-total            | Sous-total            | 73          | 0           | 1               | 0               | -                 | -                 | 74    | 0     |
| 2009-2010             | AC Arles-Avignon      | Ligue 2               | 38          | 0           | 1               | 0               | -                 | -                 | 39    | 0     |
| 2010-2011             | AC Arles-Avignon      | Ligue 1               | 19          | 0           | -               | -               | 1                 | 0                 | 20    | 0     |
| Sous-total            | Sous-total            | Sous-total            | 57          | 0           | 1               | 0               | 1                 | 0                 | 59    | 0     |
| 2011-2012             | Nîmes Olympique       | National              | 22          | 0           | 2               | 0               | -                 | -                 | 24    | 0     |
| 2012-2013             | Nîmes Olympique       | Ligue 2               | 36          | 0           | 3               | 0               | 1                 | 0                 | 40    | 0     |
| 2013-2014             | Nîmes Olympique       | Ligue 2               | 36          | 0           | -               | -               | -                 | -                 | 36    | 0     |
| Sous-total            | Sous-total            | Sous-total            | 94          | 0           | 5               | 0               | 1                 | 0                 | 100   | 0     |
| 2014-2015             | US Créteil-Lusitanos  | Ligue 2               | 16          | 0           | 1               | 0               | 1                 | 0                 | 18    | 0     |
| 2015-2016             | US Créteil-Lusitanos  | Ligue 2               | 3           | 0           | 1               | 0               | 1                 | 0                 | 5     | 0     |
| Sous-total            | Sous-total            | Sous-total            | 19          | 0           | 2               | 0               | 2                 | 0                 | 23    | 0     |
| 2016-2017             | Valenciennes FC       | Ligue 2               | 3           | 0           | 2               | 0               | -                 | -                 | 5     | 0     |
| 2017-2018             | Valenciennes FC       | Ligue 2               | 4           | 0           | 2               | 0               | 3                 | 0                 | 9     | 0     |
| Sous-total            | Sous-total            | Sous-total            | 7           | 0           | 4               | 0               | 3                 | 0                 | 14    | 0     |
| Total sur la carrière | Total sur la carrière | Total sur la carrière | 403         | 0           | 24              | 0               | 10                | 0                 | 437   | 0     |

## Palmarès

### En club
Après avoir été finaliste de la Coupe de France en 2001 avec l'Amiens SC, Cyrille Merville remporte le championnat de France de National 2012 avec le Nîmes Olympique.